# Campionati statunitensi di sci alpino 1984
Ai Campionati statunitensi di sci alpino 1984 furono assegnati i titoli di discesa libera, slalom gigante, slalom speciale e combinata, sia maschili sia femminili.

## Risultati

### Uomini

#### Discesa libera
| Pos. | Atleta       | Nazione     |
| ---- | ------------ | ----------- |
| 1    | Bill Johnson | Stati Uniti |
| 2    | ?            | ?           |
| 3    | ?            | ?           |

#### Slalom gigante
| Pos. | Atleta      | Nazione     |
| ---- | ----------- | ----------- |
| 1    | Steve Mahre | Stati Uniti |
| 2    | ?           | ?           |
| 3    | ?           | ?           |

#### Slalom speciale
| Pos. | Atleta      | Nazione     |
| ---- | ----------- | ----------- |
| 1    | Steve Mahre | Stati Uniti |
| 2    | ?           | ?           |
| 3    | ?           | ?           |

#### Combinata
| Pos. | Atleta        | Nazione     |
| ---- | ------------- | ----------- |
| 1    | Andy Chambers | Stati Uniti |
| 2    | ?             | ?           |
| 3    | ?             | ?           |

### Donne

#### Discesa libera
| Pos. | Atleta         | Nazione     |
| ---- | -------------- | ----------- |
| 1    | Lisa Wilcox    | Stati Uniti |
| 2    | ?              | ?           |
| 3    | Sondra Van Ert | Stati Uniti |

#### Slalom gigante
| Pos. | Atleta          | Nazione     |
| ---- | --------------- | ----------- |
| 1    | Christin Cooper | Stati Uniti |
| 2    | ?               | ?           |
| 3    | ?               | ?           |

#### Slalom speciale
| Pos. | Atleta          | Nazione     |
| ---- | --------------- | ----------- |
| 1    | Tamara McKinney | Stati Uniti |
| 2    | ?               | ?           |
| 3    | ?               | ?           |

#### Combinata
| Pos. | Atleta         | Nazione     |
| ---- | -------------- | ----------- |
| 1    | Eva Twardokens | Stati Uniti |
| 2    | ?              | ?           |
| 3    | ?              | ?           |